# Muziris
Muziris là một chi nhện trong họ Salticidae.

## Hình ảnh

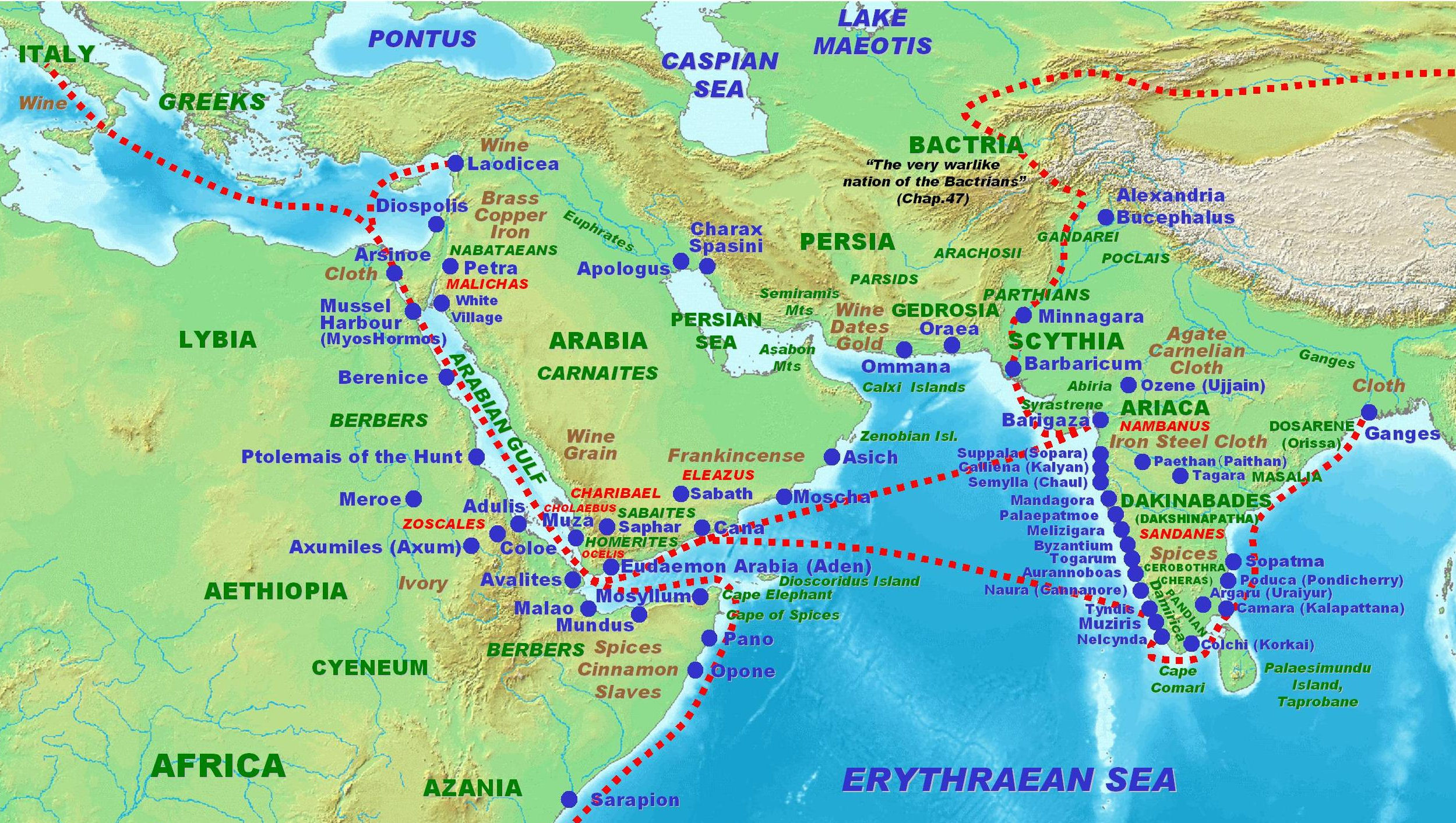
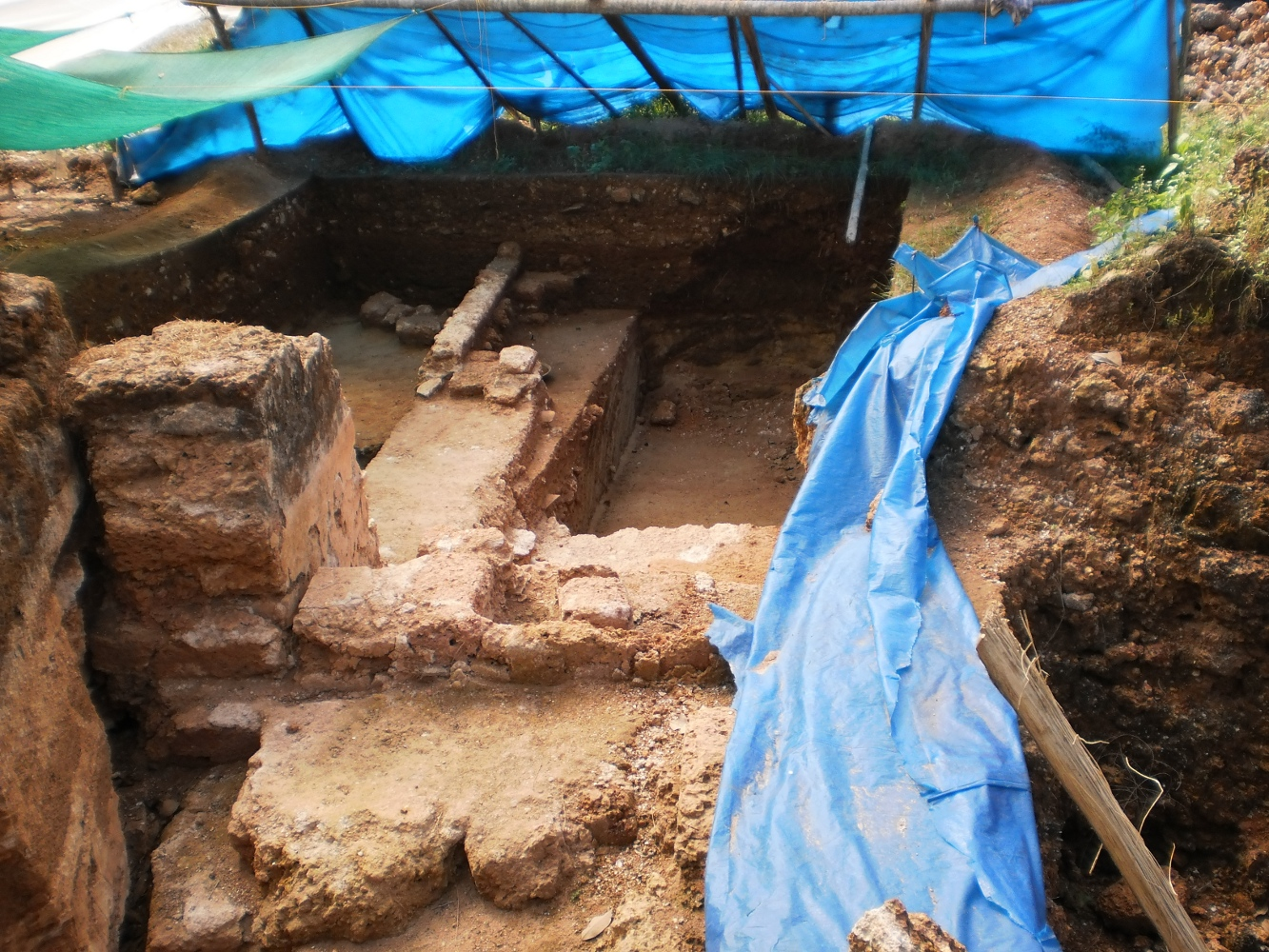
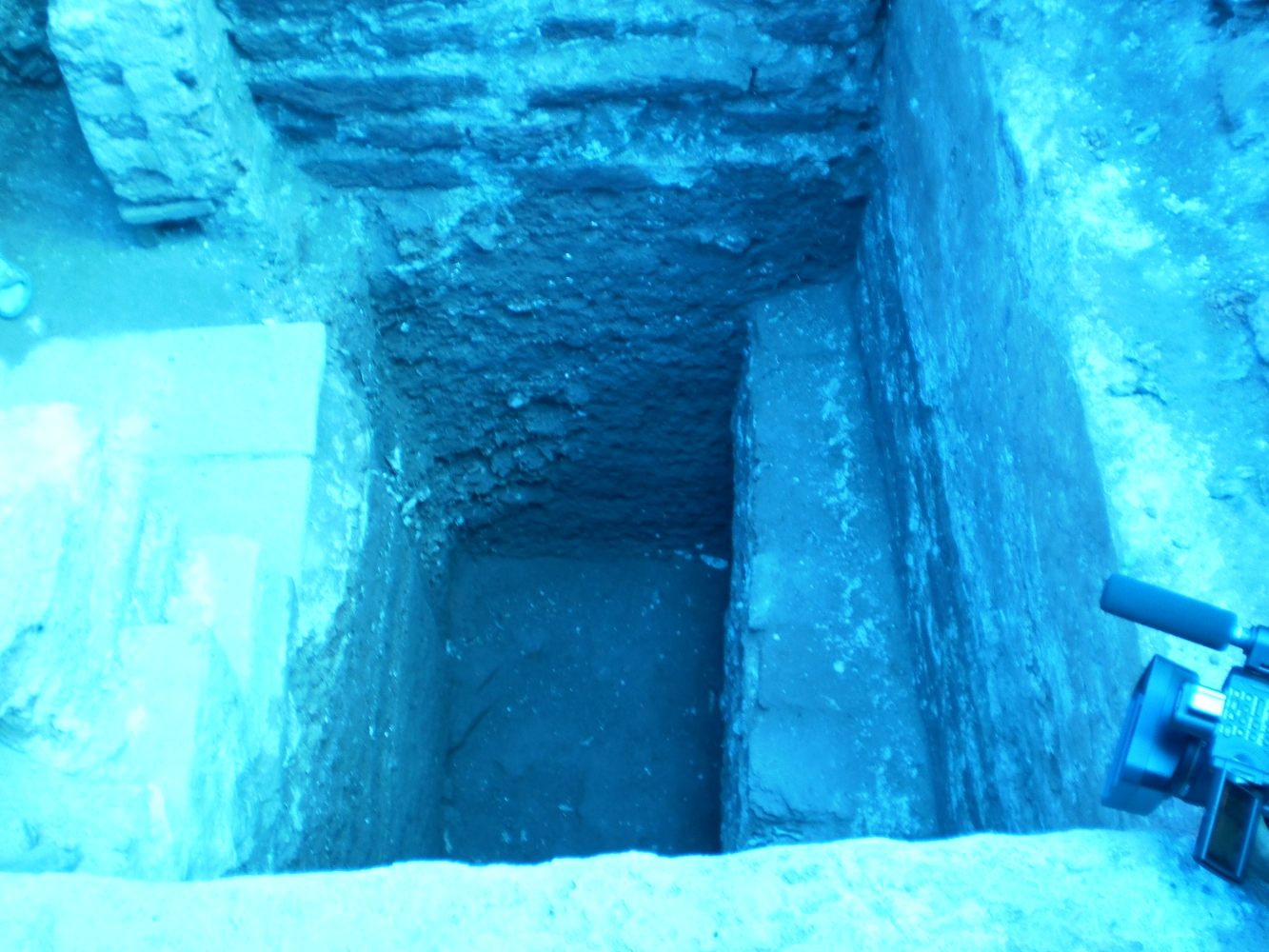